# バスケットボールドミニカ共和国代表
バスケットボールドミニカ共和国代表（Dominican Republic national basketball team）は、ドミニカ共和国バスケットボール連盟により国際大会に派遣されるバスケットボールのナショナルチームである。

## 歴史
1978年の世界選手権に出場している。
自国開催となった2005年のアメリカ選手権は6位に終わり、惜しくも世界選手権を逃した。

## 主な国際大会成績
- オリンピック
  - 出場なし
- ワールドカップ（旧世界選手権）の成績
  - 1978年:12位
  - 2014年:13位
  - 2019年:16位
- アメリカ選手権の成績
  - 2011年:3位

## 現在の代表選手
パリオリンピック予選のロスター
- アントニオ・ペーニャ
- アンヘル・ヌネス
- ジーン・モンテロ
- ヴィクトル・リズ
- アドリス・デ・レオン
- アンドレス・フェリス
- イロイ・バルガス
- ミゲル・シモン
- エディ・ポランコ
- アドニス・ヘンリケス
- クリス・ドゥアルテ
- ルイス・サントス

## 歴代代表選手
- アル・ホーフォード
- チャーリー・ビラヌエバ
- フランシスコ・ガルシア
- ルイス・アルベルト・フローレス
- カール・アンソニー・タウンズ
- ジェームス・フェルディーン
- ルイス・モンテロ
- ユーリス・バエズ
- イロイ・バルガス
- エドガル・ソーサ
- オーランド・サンチェス
- フアン・ホセ・ガルシア
- ダゴベルト・ペーニャ
- サディエル・ロハス
- アンヘル・デルガド
- リゴベルト・メンドーサ
- アドリス・デ・レオン
- ヴィクトル・リズ
- ロナルド・ロバーツ
- マイク・トーレス
- アンドレス・フェリス
- ブランドン・フランシス